# Søren Østergaard
Søren Østergaard R. (født 11. maj 1957 i Esbjerg) er en dansk skuespiller og gøgler. Han er mest kendt som komiker i Zirkus Nemo, hvor han bl.a. spiller rollen som Smadremanden. Han har også spillet med i Landsbyen, Andersens julehemmelighed, Pyrus i Alletiders Eventyr og spillefilmen Pyrus på Pletten, samt medvirket i både Så hatten passer, Hatten Rundt og Hatten i skyggen.
Han fik både Robert- og Bodilprisen for bedste mandlige hovedrolle for sin rolle i Kærlighedens smerte fra 1993. I 2014 blev han Ridder af Dannebrog.

## Karriere
Søren Østergaard blev uddannet skuespiller på Statens Teaterskole 1977-1980. Siden har han optrådt i mange sammenhænge, men især i improvisatoriske teaterformer, revy, varieté og sin egen specielle udgave af cirkus.
Han har deltaget i flere tv-programmer med improvisationsteatersport, hvilket inkluderer Så hatten passer, Hatten Rundt og Hatten i skyggen. Han har undervist i improvisation på Statens Teaterskole. Improvisationsgruppen Hatten lavede julekalenderen Andersens julehemmelighed. Han var med i Cirkusrevyen i 1997 og 1998.
I 2007 medvirkede han i Agurketid og velfærdspølser på Aarhus Teater.
Han har i et par omgange forsøgt sig som cirkusdirektør. Første forsøg var i 1996 med Flemming Jensen kaldet Østergaard og Jensens Store Hundeshow, der var et nycirkus-inspireret show, som ikke fik den store succes. I 1996 prøvede de lykken i Tyskland, men takket være en uvederhæftig tysk samarbejdspartner endte det med et stort underskud.
Andet forsøg har været en stor succes i flere sæsoner i form af Zirkus Nemo i 1999, hvor hans første faste partner var Anders Lund Madsen, der medvirkede i shows i 1999, 200 og 2003. Siden har der været andre makkere, men i Nemo-forestillingen Zirkus Nemo - Nu Igen fra 2007, klarede Søren Østergaard sig alene med hjælp af artister. Han har lavet variationer over temaet med varietéforestillinger med Sidse Babett Knudsen.
Ved Dronning Margrethes jubilæum i 2012 optrådte Østergaard i Koncerthuset i DR Byen med sin karakter Bager Jørgen, og som Smadremanden i 2018 ved Dronningens aftenselskab for regeringen.
Han har også spillet alvorlige roller som i et par Nils Malmros-film, bl.a. Århus by Night og Kærlighedens smerte, for hvilken hans præstation gav ham både Robert og Bodilprisen for bedste mandlige hovedrolle. Han var også med i tv-serien Landsbyen.

## Privatliv
Den 12. november 1993 blev han gift med skuespilleren Lisbet Lundquist. Brylluppet fandt sted på Piazza del Campidoglio i Rom.

## Filmografi

### Film
| År   | Titel                    | Rolle                      | Noter                                                                      |
| ---- | ------------------------ | -------------------------- | -------------------------------------------------------------------------- |
| 1986 | Flamberede hjerter       | Bent, Henriettes sambo     |                                                                            |
| 1988 | Skyggen af Emma          | kriminalbetjent Madsen     |                                                                            |
| 1988 | Jydekompagniet           | Johnny                     |                                                                            |
| 1989 | Århus by Night           | Deleuran                   | Nils Malmros-film                                                          |
| 1989 | Walter & Carlo i Amerika | politibetjent Ørvin        |                                                                            |
| 1990 | Camping                  | Kraftværkets assistent     |                                                                            |
| 1990 | Sirup                    | hr. Finth                  |                                                                            |
| 1991 | Høfeber                  | hypnotisør                 |                                                                            |
| 1992 | Kærlighedens smerte      | Kirstens dansklærer, Søren | Robert og Bodilprisen for bedste mandlige hovedrolle i Nils Malmros-filmen |
| 1993 | Det skaldede spøgelse    | Jaspers far                |                                                                            |
| 1995 | Operation Cobra          | Dans far                   |                                                                            |
| 1996 | Ernst & Lyset            |                            |                                                                            |
| 2000 | Pyrus på pletten         | Krusø                      |                                                                            |
| 2002 | At kende sandheden       | sønnen, Niels Malmros      | sort/hvid Nils Malmros-film                                                |
| 2012 | Undskyld jeg forstyrrer  | Morten                     |                                                                            |

### Tv-produktioner
| År        | Titel                      | Rolle                                  | Noter               |
| --------- | -------------------------- | -------------------------------------- | ------------------- |
| 1984      | Hvad er det nu den hedder? | Peter Post                             | Børnetime           |
| 1985      | Eldorado for dyr           | Ludvig                                 | del af julekalender |
| 1986      | Kaj Munk                   | Søren, Kajs medstuderende              | afsnit 2            |
| 1988      | Guldregn                   | Solskærmens hjælper                    |                     |
| 1989      | Altid om søndagen          | kirketjener Sigurd Olsen               |                     |
| 1990-92   | Parløb                     | 1. ejendomsmægler                      | afsnit 4 & 7        |
| 1991-1992 | Så hatten passer           | Gøgler                                 |                     |
| 1991-96   | Landsbyen                  | Ingeborg Andersens søn, sælgeren Frank |                     |
| 1992      | Gøngehøvdingen             | Bent Arvedsøn                          | Afsnit 7            |
| 1993      | Andersens julehemmelighed  | Frits, Onkel Claus, Gas & Vandmester   | Julekalender        |
| 1995      | Fæhår og Harzen            |                                        | afsnit 2 & 4        |
| 1997      | Alletiders Julemand        | Krusø                                  | julekalender        |
| 1997      | TAXA                       | Henrik                                 | afsnit 10           |
| 1997      | Hatten rundt               | Gøgler                                 |                     |
| 1998      | Hjerteflimmer              |                                        |                     |
| 2000      | Pyrus i Alletiders Eventyr | kriminalkommissær Leif-Jørgen Krusø    | julekalender        |
| 2002      | Zirkus Nemo                |                                        |                     |
| 2002      | Hatten i skyggen           | Gøgler                                 |                     |

### Revyer
| Titel                                | År             |
| ------------------------------------ | -------------- |
| Cirkusrevyen                         | 1993 & 1997-98 |
| Hjørring-Revyen                      | 1987 & 1991    |
| Pejsegården - Brædstrup              | 2004           |
| Svendborg Sommerteater - Rottefælden | 1980           |
| Tivolirevyen                         | 1986 1988 1990 |

### Stemme til tegnefilm
| År   | Titel                        | Rolle                   | Noter |
| ---- | ---------------------------- | ----------------------- | ----- |
| 1985 | Asterix: Sejren over Cæsar   | Miraculix, Salus-populi |       |
| 1986 | Asterix og briterne          | Miraculix               |       |
| 1989 | Asterix: Operation Bautasten | Miraculix               |       |
| 1989 | Landet for længe siden       | flyveøgleungen Petrie   |       |

## Hædersbevisninger og priser
- 1987: Årets Dirch
- 1993: Bodil og Robert for bedste mandlige hovedrolle i Kærlighedens smerte
- 2006: Modtager af Harlekin Prisen[6]
- 2011: Tribini-prisen, der gives til "humørspreder, som udviser original kreativitet i sit virke med et godt øje for de skøre og skæve vinkler" af Dyrehavsbakken[7][8]
- 2014: Tildelt Ridderkorset af Dannebrogordenen[9]
- 2021: Zulu Comedy Gallas Ærespris[10][11]
- 2024: STORM-prisen i Året der Gak[12]